# 小行星1204
小行星1204（1204 Renzia）是一颗围绕太阳公转的小行星。1931年10月6日，卡爾·威廉·萊茵姆特在海德堡发现了此天体。
該小行星以德國-俄羅斯天文學家弗朗茨·羅伯特·雷茲（Franz Robert Renz）命名。
这颗小行星的绝对星等为313.21834等。